# Маловыльгорт
Маловыльгорт — деревня в Прилузском районе республики Коми в составе сельского поселения Объячево.

## География
Находится на левобережье Лузы на расстоянии примерно 10 км на север-северо-запад по прямой от центра района села Объячево.

## История
Известна с 1859 года как деревни  Вильгорт Большой (Йыл-Велдор), Вильгорт Малой (Велдор) при ручье Леле. В переводе с коми Выльгорт «новая деревня». В 1930 году здесь (деревня Мало-Выльгортская) отмечено 67 хозяйств и 349 жителей.

## Население
Постоянное население  составляло 25 человека (коми 100%) в 2002 году, 18 в 2010 .